# Green Onions
«Green Onions» es una composición instrumental grabada en 1962 por Booker T. & the M.G.'s, considerada como "una de las canciones instumentales de rock y soul más populares de todos los tiempos". El tema es un blues de doce compases con un riff, compuesto por Booker T. Jones con tan sólo 17 años, interpretado por un órgano Hammond M3. El guitartista Steve Cropper usó para la grabación una Fender Telecaster. El tema fue publicado originalmente en mayo de 1962 a través del sello Volt (subsidiario de Stax Records) como cara B del sencillo "Behave Yourself" aunque pronto fue de nuevo lanzado en un nuevo sencillo como cara A. Fue también incluido en el álbum Green Onions.
Según Cropper, el título no hace ninguna referencia al consumo de marihuana, “la primera vez que sonó el tema al aire en radio la gente preguntaba de quién era el tema. Y yo les decía “No sabemos. No existe este grupo. La canción no tiene nombre”. Volví al estudio y los teléfonos sonaban también, la gente preguntaba por lo que acababa de escuchar en la radio, querían saber dónde lo podían comprar. Nos reunimos con los muchachos porque queríamos editarlo, pero necesitábamos un nombre para el grupo y para el tema. Lewie Steinberg dijo riendo “Llamémoslo ‘onions’ (Cebollas). Las cebollas son la cosa más apestosa y esta es la música más apestosa que he escuchado”.

## Recepción
"Green Onions" entró en la lista Billboard Hot 100 el 11 de agosto de 1962, alcanzando la posición número 3 el 29 de septiembre. Llegó al número 1 en la lista específica de R&B durante cuatro semanas no consecutivas. En el Reino Unido, gracias a la popularidad de la película Quadrophenia, de cuya banda sonora formó parte, entró en la lista UK Singles Chart el 15 de diciembre de 1979, debutando en el puesto 74 y alcanzando su posición más alta el 26 de enero de 1980, cuando llegó al número 7. El tema se mantuvo en lista hasta el 1 de marzo, acumulando un total de 12 semanas.

## Personal
- Booker T. Jones – órgano
- Steve Cropper – guitarra eléctrica
- Lewie Steinberg – bajo
- Al Jackson Jr. – batería

## Versiones
The Surfaris grabaron una versión en 1963 para su álbum Wipe Out. Harry James lo hizo en 1965 para Harry James Plays Green Onions & Other Great Hits. En 1969, una versión de "Green Onions" fue lanzada como sencillo por Dick Hyman alcanzando el número 87 en las listas canadienses. Durante 1968 en una jam session en el Fillmore West de San Francisco que dio como resultado la publicación del álbum The Live Adventures of Mike Bloomfield and Al Kooper, el guitarrista Mike Bloomfield y el organista Al Kooper interpretaron una versión de "Green Onions" que fue incluida en el álbum. El tema fue utilizado como sampled por Maxi Priest y Shaggy en 1996 para grabar "That Girl".
The Blues Brothers la incluyeron en su álbum “Made in América” del año 1980

## Legado
"Green Onions" ocupa el puesto 181 en la lista de las 500 mejores canciones de todos los tiempos según la revista Rolling Stone, siendo el único tema instrumental que aparece en dicha lista. También ocupa el puesto 137 del ranking de las mejores grabaciones de todos los tiempos, y la mejor del año 1962 según Acclaimed Music.
En 1999, "Green Onions" entró en el Salón de la fama de los premios Grammy.
En 2012, fue incluida en el National Recording Registry de la Biblioteca del Congreso de Estados Unidos.

## En la cultura popular
"Green Onions" ha sido usada en innumerables ocasiones en radio, televisión y publicidad. En el cine se ha usado en películas como American Graffiti, Dragon: The Bruce Lee Story, The Flamingo Kid, Get Shorty, Happy Gilmore, Houseguest, The Sandlot, Glory Road y A Single Man.
Fue utilizada durante un episodio de la primera temporada de la serie Prison Break así como en la serie de TNT, Memphis Beat. Fue incluida en la banda sonora de la película Quadrophenia. En cinemática ha sido usada por la compañía EA en el videojuego Skate. 
Aparece en las películas X-Men: First Class y Legend, así como en la película de animación Chicken Run. Fue usada en la promoción de la primera temporada de la serie de HBO, The Sopranos y en el episodio "Bar Mitzvah Hustle" de la serie animada American Dad!. El equipo de baseball Los Angeles Angels usa la canción en el Angel Stadium cuando se anunciaba la alineación titular del equipo contrario.
Un tema instrumental similar a "Green Onions" fue usado en la serie animada Ed, Edd n Eddy, en el episodio "Pop Goes the Ed". En la serie de televisión Supernatural, temporada 2, episodio 19 ("Folsom Prison Blues"), "Green Onions" suena mientras los hermanos son coducidos al centro de detención de Green River County en Arkansas. Es usado también en el videojuego Grand Theft Auto: San Andreas.
Debido a que el nombre de la canción se traduce literalmente como "cebollín", se le apodó como "la canción de fondo de Hatsune Miku" (la personaje estrella de Vocaloid, cuyo accesorio suele ser un cebollín), haciendo que con el tiempo (especialmente entre 2010 y 2015), se volviera una canción de fondo popular en los videos creados con el software de animación MMD o "Miku Miku Dance", los cuales son populares en la cultura otaku (principalmente en Youtube o Nico Nico Douga).